# سام باين (كاتب)
سام باين (من مواليد 28 نوفمبر 1971)  كاتب كوميدي بريطاني ، اشتهر ببرنامج القناة 4 المسرحي الهزلي برنامج نظرة سريعة . التحق بمدرسة سانت بول في لندن قبل تخرجه من جامعة مانشستر ، حيث التقى بشريكه الكتابي جيسي أرمسترونج . 

## الحياة المهنية

### التعاون معجيسي أرمسترونغ
في بداية مسيرتهما الكتابية ، كتب بين وأرمسترونغ لبرنامج الرسم على القناة الرابعة صفعة المهر وعروض الأطفال أنف الملكة و والداي غريبان .  استمروا في إنشاء وكتابة برنامج نظرة سريعة و بي بي سي الأولى المسرحية الهزلية الشباب الكبار ، ومؤخراً على القناة الرابعة الدراما الكوميدية لحم طازج and بيبيليون . وكتبوا أيضًا لبرنامج راديو بي بي سي 4 رسم أن ميتشل وويب ساوند ، وبطولة الممثلين الرئيسيين في برنامج نظرة سريعة ديفيد ميتشل وروبرت ويب ، وتعديله على بي بي سي تو هناك ميتشل وويب لوك . فاز برنامج نظرة سريعة بالعديد من جوائز الكتابة ،  بما في ذلك جائزة بافاتا لأفضل كوميديا الموقف في عام 2008. 
حتى الآن ، كتب بين وأرمسترونغ فيلمين معًا - الكوميديا السحرة لعام 2007 ، وبجانب كريس موريس ، فيلم الإرهاب الهجائي لعام 2010 أربعة أسود .
حصل باين وأرمسترونغ على جائزة نقابة الكتاب في بريطانيا العظمى في حفل توزيع جوائز الكوميديا البريطانية 2010 . في عام 2012 ولقد ظهرت كل من باين وأرمسترونغ على مجلة صناعة التلفزيون بث في '' قائمة الساخن 100، وتسليط الضوء على معظم الناس ناجحة في التلفزيون البريطاني. 
في عام 2012 ، كتب بين وأرمسترونغ الطيار الكوميدي للقناة الرابعة سكر سيء ، وهو محاكاة ساخرة لمسلسلات تلفزيونية من طراز ديناستي ، والتي لعبت دور البطولة فيها أوليفيا كولمان ، وجوليا ديفيس ، وشارون هورغان ، وجميعهم شاركوا أيضًا في العرض. 

### كتابات أخرى
كتب باين رواية لك حقًا ، بيير ستون ، التي نشرتها إي أم بي فاكشن في عام 2002.
قدم باين مادة إضافية للحلقة الأولى من هجاء بي بي سي فور السياسي ذا تايك اوف ات ، وكان محرر السيناريو للسلسلة الثانية من بي بي سي الثانية المسرحية الهزلية ريف.
في عام 2017 ، عرضت الكوميديا السوداء السلوك 3 ، أول مسلسل تلفزيوني له مكتوب منفردا ، على BBC2 و شوتايم .  
في عام 2018 ، تم التعاقد مع باين لكتابة الكوميديا الجاسوسية غير متألق بواسطة فالبارايسو بيكتشرز و غاري سانشيز للإنتاج. كميل نانجياني مرتبط بالنجم. 

## الحياة الشخصية
باين متزوج من الممثلة / كاتبة السيناريو ويندي باين . تلقى تعليمه في مدرسة سانت بول ، حيث كان زميلًا للمستشار المستقبلي جورج أوزبورن .  كان والده المخرج التلفزيوني بيل باين وشاركت والدته روزماري فرانكاو في البطولة في المسرحية الهزلية تيري ويونيو . من خلال والدته ، يرتبط باين بسلسلة طويلة من الكوميديين والكتاب البريطانيين المشهورين ، بما في ذلك جده رونالد فرانكو ، وجدته رينيه روبرتس ، وجدته الكبرى جوليا ديفيس ، وأبناء عمومته باميلا فرانكاو ونيكولاس فرانكاو .

## روابط خارجية
- سام باين في قاعدة بيانات الأفلام على الإنترنت
- سام باين على تويتر
- نصيحة Sam Bain بشأن إعطاء وتلقي ملاحظات البرنامج النصي
- مقابلة Ideas Factory مع Sam Bain و Jesse Armstrong